# Rubem Martins
Rubem Nunes Martins, mais conhecido como Rubem Martins, (Santa Cruz do Piauí, 14 de abril de 1959) é um engenheiro agrônomo e político brasileiro, outrora deputado estadual pelo Piauí.

## Dados biográficos
Filho de Joaquim Rodrigues Martins e Jandira Nunes Martins. Em 1980 tornou-se funcionário do Tribunal Regional Eleitoral do Piauí e em 1984 ingressou também na Caixa Econômica Federal. Nesse mesmo ano formou-se engenheiro agrônomo pela Universidade Federal do Piauí, assumindo no ano seguinte o cargo de analista de projetos do setor de irrigação junto ao Banco do Estado do Piauí permanecendo nesta função por quinze anos. Eleito e reeleito prefeito de Wall Ferraz via PSDB em 2000 e 2004. Secretário de Desenvolvimento Rural no segundo governo Wellington Dias, assumiu o cargo em 2009 mantendo-o nos dois mandatos de seu irmão, Wilson Martins, como governador do Piauí. Após ingressar no PSB, foi eleito deputado estadual em 2014, embora não tenha sido reeleito no pleito seguinte.
Sua filha, Jandira Martins, foi prefeita de Santa Cruz do Piauí e seu filho, Danilo Martins, foi prefeito de Wall Ferraz.